# Santiago Caruso
Santiago Caruso (1982) es un pintor argentino que reelabora la escuela simbolista del siglo XIX y la actualiza, uniéndola a la ilustración dark contemporánea.
Es portadista de álbumes musicales de bandas de diversos países del mundo, entre las que destacan bandas como Avernal y Pentagram.
Como divulgador y activista, ha escrito diversos artículos y Autoría y Autoencoders, un ensayo crítico sobre los modelos de inteligencia artificial generativa de imágenes como Stable Diffusion o Midjourney y la problemática suscitada por utilizar como material de entrenamiento millones de obras de arte sin consentimiento de sus autores. 
Publicó Materia Oscura, un artbook que contiene una selección de sus obras a lo largo de un período de 15 años, en 2017. Ilustró Invocaciones, una selección de cuentos oscuros de Neil Gaimanque realizó también Caruso. Su relación con la poesía surrealista lo llevó a ilustrar las ediciones modernas de la poeta Alejandra Pizarnik de La Condesa Sangrienta (2009) y El eco de mis muertes (2012). También ilustró la edición de 2011 de El Monje y la Hija del Verdugo de Ambrose Bierce.
Es un ilustrador muy reconocido dentro de la escena tanto hispanohablante como angloparlante de horror y de Los Mitos de Cthulhu en particular. En esta línea se enlistan El horror de Dunwich y Arkham Horizons de H. P. Lovecraft; El rey de amarillo y The Maker of Moons de Robert William Chambers; y también la edición integral francesa de la obra de Clark Ashton Smith.